# Corticarina carinifrons
Corticarina carinifrons es una especie de coleóptero de la familia Latridiidae.

## Distribución geográfica
Habita en China.